# 龙骨蛏蚌
龙骨蛏蚌（学名：Solenaia carinata）为蚌科蛏蚌属的动物，見於中國鄱陽湖及長江中游沿岸，是一種瀕危物種。
其种加词“carinata”意为“具龙骨状脊的”。